# Presidenti del Governo delle Isole Baleari
Il presidente del Governo delle Isole Baleari (in catalano President del Govern de les Illes Balears, in spagnolo Presidente del Gobierno de las Islas Baleares) è il capo del governo della comunità autonoma delle Isole Baleari, mentre il monarca Felipe VI rimane il capo di stato come re di Spagna (e quindi delle Isole Baleari).

## Elenco
|    | Immagine                   | Presidente (Nascita–Morte)          | Partito | Partito | Mandato                         |
| -- | -------------------------- | ----------------------------------- | ------- | ------- | ------------------------------- |
| 1° | Cañellas                   | Gabriel Cañellas (1941)             |         | PP      | 9 giugno 1983 – 1º agosto 1995  |
| 2° | Stemma delle Isole Baleari | Cristofol Soler (1956)              |         | PP      | 1º agosto 1995 – 18 giugno 1996 |
| 3° | Matas                      | Jaume Matas (1956)                  |         | PP      | 18 giugno 1996 – 27 luglio 1999 |
| 4° | Antich                     | Francesc Antich (1958)              |         | PSOE    | 27 luglio 1999 – 27 giugno 2003 |
| 5° | Matas                      | Jaume Matas (1956)                  |         | PP      | 27 giugno 2003 – 6 luglio 2007  |
| 6° | Antich                     | Francesc Antich (1958)              |         | PSOE    | 6 luglio 2007 – 18 giugno 2011  |
| 7° | Bauzá                      | José Ramón Bauzá (1970)             |         | PP      | 18 giugno 2011 – 2 luglio 2015  |
| 8ª | Armengol                   | Francina Armengol (1971)            |         | PSOE    | 2 luglio 2015 – 19 giugno 2023  |
| –  |                            | Mae de la Concha (facente funzioni) |         | Podemos | 19 giugno 2023 – 7 luglio 2023  |
| 9ª |                            | Marga Prohens (1982)                |         | PP      | 7 luglio 2023 – in carica       |